# Transports en Commun Lyonnais

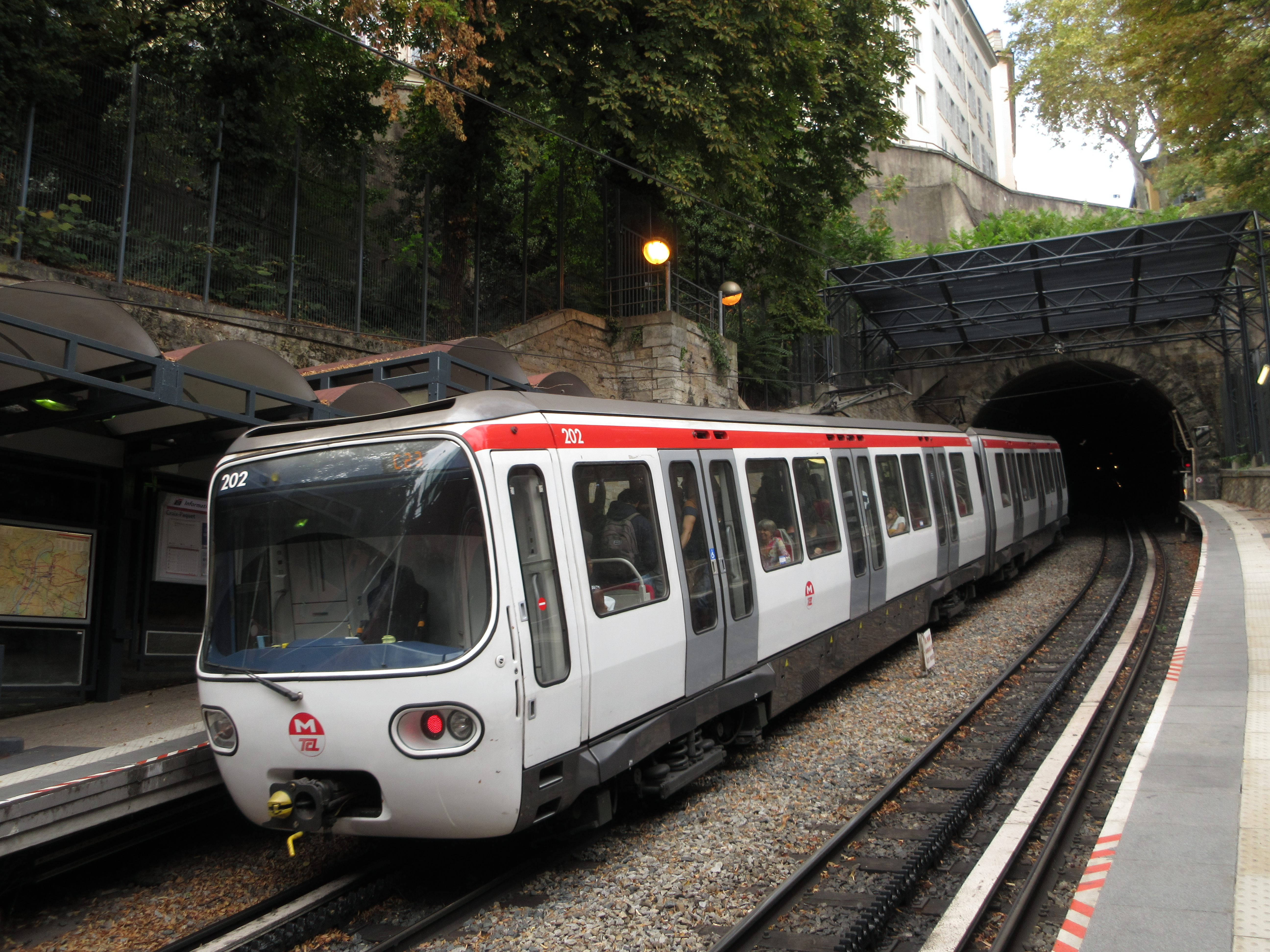
TCL: metropolitana linea C a Lione

Transports en Commun Lyonnais, spesso abbreviata in TCL, è l'azienda che svolge il servizio di trasporto pubblico nell'agglomerato di Lione, costituito da 62 comuni.

## Esercizio
Tale azienda gestisce una rete di trasporti, seconda solo alla RATP di Parigi, riguardanti:
- 9 linee su rotaia, pari a 60 km, comprendenti 4 linee di metropolitana (A, B, C, D; operante dal 1978), 2 di funicolari e 4 tranvie (T1, T2, T3 e T4) (reintrodotte dal 2001).
- 250 linee su gomma, pari a 2536 km, ripartite in 119 autolinee, 7 filovie, 19 linee con minibus e 105 linee con scuolabus.

## Parco aziendale
La flotta del TCL, distribuita in una decina di depositi, è costituita da oltre un migliaio di autobus, prevalentemente a marchio Renault o Irisbus, un discreto numero di filobus (tra cui i nuovi Irisbus Cristalis da 18 metri), convogli di metropolitana e pochi tram.

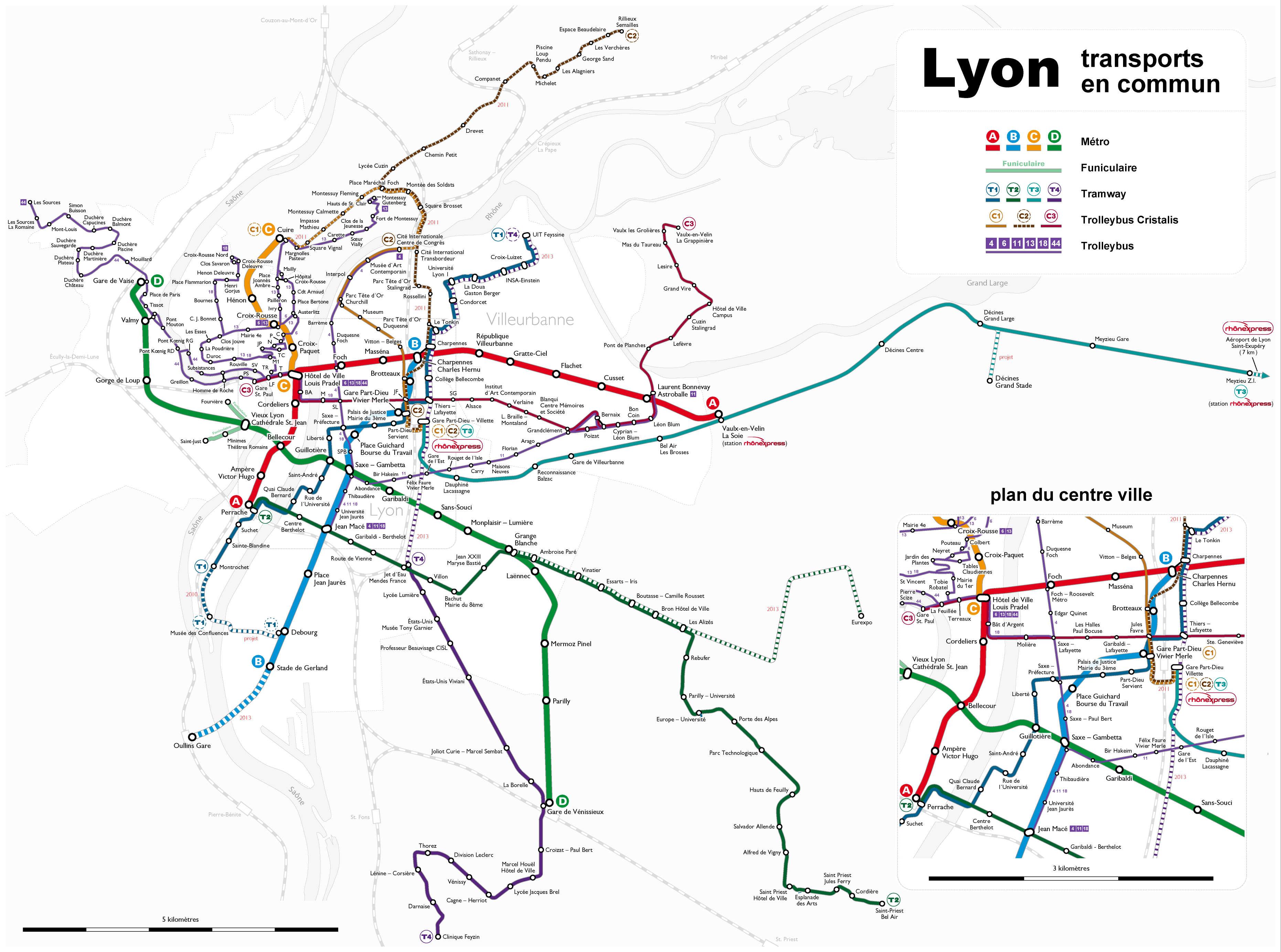